# Túrós András
Túrós András (Szalaszend, 1944. szeptember 27. – ) ny. r. altábornagy, 1989. május 1. és 1990. június 14. között országos rendőrfőkapitány. 1997 óta az Országos Polgárőr Szövetség elnöke.

## Életpályája
1966-ban végezte el az Egyesített Tiszti Főiskola BM tagozatát és a Szegedi Tanárképző Főiskolát, rendőri pályafutását a BM Karhatalom miskolci zászlóaljánál kezdte a Borsod-Abaúj-Zemplén megyei főkapitányságon, ahol egyben a helyi KISZ-bizottság titkára is lett. 1966-tól tagja volt a Magyar Szocialista Munkáspártnak (MSZMP), 1972-ben fejezte be a Marxizmus-Leninizmus Esti Egyetemet.
1972 és 1977 között Szerencs járási, majd 1977 ás 1982 között Ózd városi-járási rendőrkapitányaként működött. Közben 1978-ban doktorált az Eötvös Loránd Tudományegyetem Állam- és Jogtudományi Karán. 1982 és 1989 között a  Borsod-Abaúj-Zemplén megyei rendőr-főkapitányság vezetője volt. 1989. május 1-én Horváth István belügyminiszter kinevezte országos rendőrfőkapitánnyá belügyminiszter-helyettesi rangban. Tisztségét 1990. június 14-ig töltötte be, amikor a civil szférából érkező Szabó Győző váltotta, aki Túróst kinevezte szakmai helyettesévé. 1991 és 1996 között, nyugállományba helyezéséig Pintér Sándor, az új országos főkapitány közbiztonsági helyetteseként működött. 1997-ben megválasztották az Országos Polgárőr Szövetség (OPSZ) elnökévé. Ezt a tisztséget azóta is ellátja.
1996-ban nyugállományba vonult, ekkor lett a Szerencsejáték Zrt. ügyvezető igazgatója, 1998-tól 2001-ig a Magyar Posta Zrt., majd 2002-től az MVM Magyar Villamos Művek Zrt. vagyonbiztonságért felelős főigazgatója, később pedig, 2004 és 2013 között a MÁV Magyar Államvasutak Zrt. biztonsági főnöke volt.